# Mohammad Kazem Szari’atmadari
Mohammad Kazem Szari’atmadari (ur. 1905 w Tebrizie, zm. 3 kwietnia 1986) – irański duchowny szyicki, ajatollah. Jeden z trzech najważniejszych ideologów okresu rewolucji islamskiej w Iranie, obok Ruhollaha Chomejniego i Mahmuda Taleghaniego. Przeciwnik koncepcji rządów uczonego prawnika, zwolennik oparcia systemu politycznego Iranu na konstytucji z 1906. Z powodu sprzeciwu wobec poglądów głoszonych przez Chomejniego w 1982 oskarżony o organizowanie zamachu stanu i osadzony w areszcie domowym, gdzie przebywał do końca życia.  

## Życiorys

### Wczesna działalność
Pochodził z irańskiego Azerbejdżanu. Uczył się w seminariach duchownych w Ghom i An-Nadżafie, następnie nauczał w seminariach w Tebrizie i w Ghom. Odegrał znaczącą rolę podczas protestów przeciwko monarchii w latach 1962-1963.  

### Rewolucja islamska
Jego poglądy polityczne były umiarkowane. W styczniu 1978 Szari’atmadari nie poparł protestów studentów seminarium w Ghom przeciwko artykułowi atakującemu Ruhollaha Chomejniego, a gdy – po tym, gdy podczas tłumienia manifestacji padły ofiary śmiertelne – protesty przybrały na sile i rozlały się na kolejne miasta Iranu, wzywał do umiarkowania, by uniknąć dalszych ofiar. Apelował, by w 40. dzień po wydarzeniach w Ghom pozostać w domach lub uczcić pamięć ofiar modlitwą w meczetach. Odmienne stanowisko zajęli wówczas radykalni duchowni na czele z Chomejnim i Mohammadem Behesztim, którzy wezwali do dalszych protestów antyrządowych. W styczniu 1979 ajatollah poparł rząd Szapura Bachtijara, uznając, że mógł on realnie wdrożyć zapowiadane reformy liberalizujące kraj. Większość demonstrantów popierała jednak Chomejniego i żądała abdykacji szacha, do czego też ostatecznie doszło. Bardziej umiarkowani ajatollahowie, chociaż przed rewolucją również bardzo popularni, podczas gwałtownych zmian tracili znaczenie.

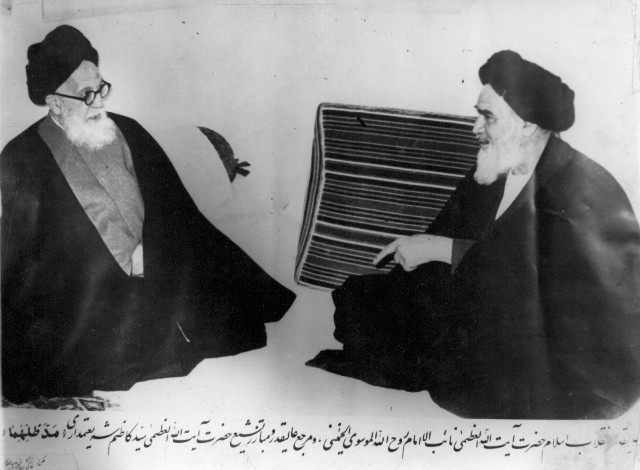
Szari'atmadari i Chomejni

Był przeciwnikiem przedstawionej przez Chomejniego koncepcji rządów uczonego islamskiego prawnika (welajat-e faghih). Przekonywał również, że w referendum, które miało rozstrzygnąć o przyszłym ustroju Iranu, wyborcy powinni mieć możliwość dokładnego określenia przyszłego systemu władzy. Sam opowiadał się za konstytucją z 1906, z okresu rewolucji konstytucyjnej. Uważał, że Iran mógłby pozostać monarchią, jeśli, w myśl tejże konstytucji, rada pięciu uczonych prawników szyickich miałaby prawo weta względem wszystkich ustaw. Bezpośrednio po rewolucji bezskutecznie protestował przeciwko procesom i natychmiastowym egzekucjom osób związanych z obalonym reżimem. 

### Sprawa ustroju republiki islamskiej. Osadzenie w areszcie domowym
Protesty Szari’atmadariego przeciwko uchwalonej konstytucji i powierzeniu najwyższej władzy w kraju ajatollahowi zyskały pewien oddźwięk społeczny, zwłaszcza w Tebrizie, gdzie idee rewolucji konstytucyjnej był szczególnie silne, i w całym irańskim Azerbejdżanie. Przez pewien czas wydawało się, że Szari’atmadari będzie poważnym rywalem Chomejniego w walce o władzę. Skupiali się wokół niego działacze o różnych poglądach: liberałowie, umiarkowani i część konserwatystów, popierali go handlarze z bazarów, niezadowoleni z recesji, jak również zwolennicy autonomii irańskiego Azerbejdżanu. Na jego autorytet powoływała się Muzułmańska Ludowa Partia Republikańska, on jednak nie udzielił jej poparcia wprost. W Tebrizie miały miejsce masowe demonstracje poparcia dla niego. Sam jednak wycofał się z rywalizacji, nie chcąc, by doprowadziła ona do kolejnych aktów przemocy. Podobnie jak zwolennicy byłego premiera Mehdiego Bazargana oraz liderzy socjalistycznej partii Tude został zmuszony do wystąpienia w telewizji i odwołania głoszonych wcześniej poglądów.
W 1982 Szari'atmadari został oskarżony o udział w organizacji zamachu stanu. Zarzucono mu również, że jego poparcie dla rewolucji nie było bezwarunkowe; w rzeczywistości był to odwet za opór ajatollaha wobec nowej konstytucji Iranu. Był przesłuchiwany osobiście przez kierującego jednym z irańskich trybunałów rewolucyjnych Mohammada Rejszahriego. Szari'atmadari został osadzony w areszcie domowym, a następnie, wbrew tradycji, pozbawiony tytułu wielkiego ajatollaha (mardża-je taghlid).

## Poglądy
Szari'atmadari nie wyłożył swoich poglądów politycznych w jednej pracy, mogą być one rekonstruowane na podstawie udzielanych przez niego wywiadów. Są to koncepcje oparte na tradycyjnym nauczaniu szyickim. Ajatollah twierdził, że rząd muzułmański może być monarchią, jednak rządy dynastii Pahlawich nie zasługiwały na trwanie, gdyż szach podporządkował się Zachodowi i popełnił zbyt wiele aktów niesprawiedliwości. Podkreślał, że kryterium działania politycznego dla szyitów powinien być wyłącznie islam, słowa i czyny proroka Mahometa, nie inspiracje socjalistyczne. Argumentował, że działania Mahometa w niektórych sytuacjach mogą być interpretowane jako rewolucyjne, w innych zaś – jako reformatorskie. W ocenie Szari'atmadariego wielu przywódców rewolucji islamskiej uznało rewolucję i nową konstytucję za cel swoich działań, podczas gdy były to wyłącznie środki.